# Urogryllacris gwinganna
Urogryllacris gwinganna is een rechtvleugelig insect uit de familie Gryllacrididae. De wetenschappelijke naam van deze soort is voor het eerst geldig gepubliceerd in 1997 door Rentz.